# Kobern-Gondorf
Kobern-Gondorf è un comune di 3.245 abitanti della Renania-Palatinato, in Germania.
Il comune così denominato è sorto dall'unione di due comuni indipendenti, Kobern e Gondorf, oggi frazioni del comune risultante, avvenuta il 7 giugno del 1969. A Kobern-Gondorf, il 7 novembre dell'anno successivo, è stato unito il comune di Dreckenach, che forma ora anch'esso una frazione di Kobern-Gondorf. 
Appartiene al circondario (Landkreis) di Mayen-Coblenza (targa MYK) ed è parte della comunità amministrativa (Verbandsgemeinde) di Rhein-Mosel.

## Monumenti e luoghi d'interesse
- Chiesa di San Lubenzio, dedicata all'omonimo santo, eretta a Kobern nel secondo decennio del XIX secolo su progetto dell'architetto Johann Claudius von Lassaulx
- Quartiere tardomedievale di Gondorf con castello

## Collegamenti esterni

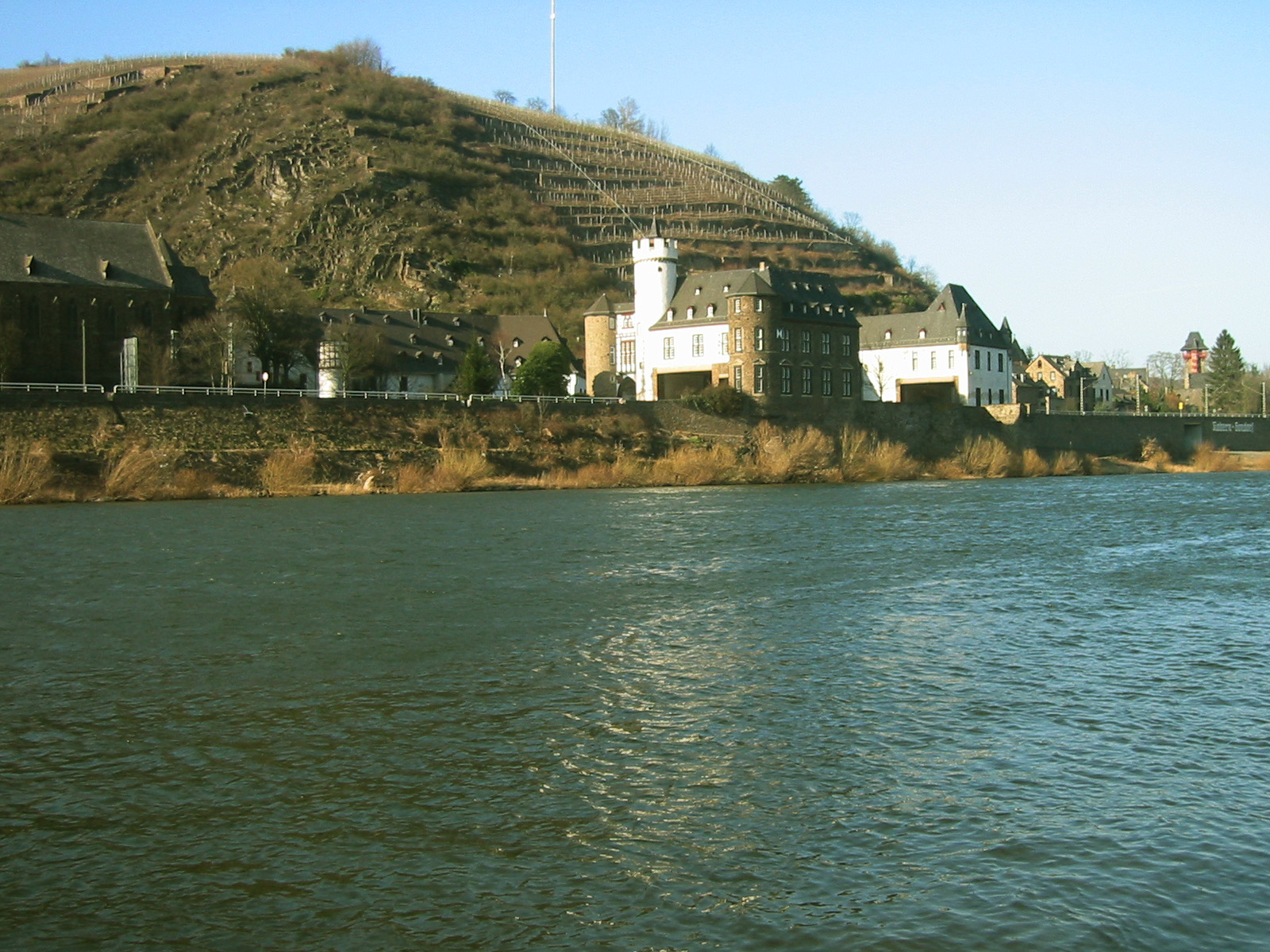
La parte tardomedievale, con il castello, di Gondorf